# Quintus Sulpicius Camerinus Praetextatus
Quintus Sulpicius Camerinus Praetextatus entstammte der römischen Patrizierfamilie der Sulpicier und gehörte 434 v. Chr. laut der Mehrheit der erhaltenen Quellen zu den obersten Magistraten Roms, entweder als Konsul oder als Konsulartribun.
Die Überlieferung ist sich nicht darüber einig, ob 434 v. Chr. zwei Konsuln oder drei Konsulartribunen als höchste Staatsbeamte fungierten. Der griechisch-sizilische Historiker Diodor führt drei Konsulartribunen als oberste Magistrate an: Marcus Manlius, Quintus Sulpicius Praetextatus und Servius Cornelius Cossus. Meist wird angenommen, dass Diodor für seine Darstellung der frühen römischen Republik einen der älteren römischen Annalisten benutzte, die als zuverlässiger als die jüngere Annalistik gelten. Die Fasti Capitolini sind für das Jahr 434 v. Chr. nicht erhalten, dafür aber mehrere aus ihnen schöpfende Fastenlisten. Diese zeigen, dass die Fasti Capitolini die gleichen drei Konsulartribunen wie Diodor erwähnten: Manlius Capitolinus, Sulpicius mit dem (wohl ersten) Beinamen Camerinus und Cornelius Cossus. Daraus ergeben sich ihre vollständigen Namen: Marcus Manlius Capitolinus, Quintus Sulpicius Camerinus Praetextatus und Servius Cornelius Cossus.
Der ausführlichste erhaltene Bericht zu den Namen der Magistrate von 434 v. Chr. stammt vom römischen Historiker Titus Livius, der darin auch auf die unsichere Quellenlage zu sprechen kommt. Er führt die Angaben dreier durchwegs der jüngeren Annalistik zuzurechnenden Geschichtsschreiber an. Laut Gaius Licinius Macer sollen die Konsuln des Vorjahres, Gaius Iulius Iullus und Lucius (oder Proculus) Verginius Tricostus, erneut in dieses Amt gewählt worden sein. Dagegen seien laut dem Zeugnis von Valerius Antias und Quintus Aelius Tubero zwei andere Männer, Marcus Manlius und Quintus Sulpicius (ohne Angabe des Cognomens), Konsuln geworden. Also nannte Licinius Macer die Namen zweier Konsuln, die nicht auch unter den oben erwähnten Konsulartribunen vorkamen, während dies bei Valerius Antias und Aelius Tubero sehr wohl der Fall ist. Licinius Macer und Aelius Tubero bezeichneten trotz ihrer abweichenden Namensangaben gleichermaßen die Magistratslisten der Libri lintei als ihre Quelle. Beide räumten auch ein, dass ältere Annalisten stattdessen Konsulartribunen als Obermagistrate erwähnten. Während Licinius Macer den Libri lintei den unbedingten Vorzug gab, war sich Aelius Tubero in dieser Frage nicht so sicher. Angesichts der widersprüchlichen Quellenlage enthält sich Livius jeglichen Schlusses, welche Tradition die richtigere sei.
Auch der Althistoriker Friedrich Münzer lässt die Frage nach der Zusammensetzung und Bezeichnung der höchsten Beamten des Jahres 434 v. Chr. offen. Er vermutet, dass in der damaligen Epoche der Römischen Republik die Oberbeamtengremien bald zwei, bald drei Mitglieder hatten und die ältesten Fasten für einen bestimmten mehrjährigen Zeitraum nur eine kontinuierliche Namensliste der höchsten Magistrate ohne Amtsbezeichnung angaben. Diese Liste sei von späteren Verfassern von Annalen und Fasten unterschiedlich auf die einzelnen Jahre aufgeteilt worden, wobei ihnen als Möglichkeiten die Zuordnung von entweder zwei Konsuln oder drei Konsulartribunen zu je einem Jahr zur Verfügung standen.
Livius erwähnt noch, dass Sulpicius 431 v. Chr. als Legat des Diktators Aulus Postumius Tubertus an der militärischen Konfrontation der Römer mit den Aequern und Volskern teilgenommen habe.
Friedrich Münzer vermutet, dass der Konsul von 393 v. Chr., Servius Sulpicius Camerinus, der Sohn des hier behandelten Quintus Sulpicius Camerinus Praetextatus war.